# الدوري النمساوي 1962–63
الدوري النمساوي الممتاز 1962–63 (بالألمانية: Österreichische Fußballmeisterschaft 1962/63)‏ هو الموسم 52 من بوندسليغا النمسا لكرة القدم. أشرف على تنظيمه اتحاد النمسا لكرة القدم، وكان عدد الأندية المشاركة فيه 14، وفاز فيه أوستريا فيينا.